# Atletiek op de Olympische Zomerspelen 2016 – 800 meter vrouwen
De 800 meter vrouwen op de Olympische Zomerspelen 2016 in Rio de Janeiro vond plaats op 17 augustus (series), 18 augustus (halve finales) en 20 augustus 2016 (finale). Regerend olympisch kampioene was Maria Savinova uit Rusland. Savinova kon haar titel niet verdedigen omdat Russische atleten door een schorsing van het IAAF bij atletiek niet werden toegelaten. De Zuid-Afrikaanse Caster Semenya werd olympisch kampioen.

## Records
Voorafgaand aan het toernooi waren dit het wereldrecord en het olympisch record.
| Wereldrecord     | Jarmila Kratochvílová | 1.53,28 | München | 26 juli 1983 |
| Olympisch record | Nadezjda Olizarenko   | 1.53,43 | Moskou  | 27 juli 1980 |

## Uitslagen
Legenda:

Q - Gekwalificeerd door eindplaats

q - Gekwalificeerd door eindtijd

SB - Beste tijd gelopen in seizoen voor atleet

PB - Persoonlijk record atleet

NR - Nationaal record van atleet

DNS - Niet gestart

DNF - Niet gefinisht

### Series
Kwalificatieregels:
1. De twee snelsten van elke serie kwalificeerden zich direct voor de halve finales.
2. Van de overgebleven atleten kwalificeerden de acht snelsten zich ook voor de halve finales.

#### Serie 1
| Positie | Baan | Naam               | Nationaliteit | Uitslag | Opmerking |
| ------- | ---- | ------------------ | ------------- | ------- | --------- |
| 1       | 4    | Lynsey Sharp       | GBR           | 2.00,83 | Q         |
| 2       | 1    | Amela Terzić       | SRB           | 2.00,99 | Q, SB     |
| 3       | 6    | Sahily Diago       | CUB           | 2.01,38 |           |
| 4       | 8    | Angela Petty       | NZL           | 2.02,40 |           |
| 5       | 7    | Justine Fedronic   | FRA           | 2.02,73 |           |
| 6       | 2    | Olha Lyakhova      | UKR           | 2.03,02 |           |
| 7       | 3    | Florina Pierdevară | ROU           | 2.03,32 |           |
| 8       | 5    | Ciara Everard      | IRL           | 2.07,91 |           |

#### Serie 2
| Positie | Baan | Naam                  | Nationaliteit | Uitslag | Opmerking |
| ------- | ---- | --------------------- | ------------- | ------- | --------- |
| 1       | 4    | Caster Semenya        | RSA           | 1.59,31 | Q         |
| 2       | 8    | Ajeé Wilson           | USA           | 1.59,44 | Q, SB     |
| 3       | 5    | Shelayna Oskan-Clarke | GBR           | 1.59,67 | q         |
| 4       | 3    | Wang Chunyu           | CHN           | 1.59,93 | q PB      |
| 5       | 1    | Margarita Mukasheva   | KAZ           | 2.00,97 |           |
| 6       | 2    | Claudia Bobocea       | ROU           | 2.03,75 |           |
| 7       | 7a   | Rose Nathike Lokonyen | ROT           | 2.16,64 |           |
| 8       | 7b   | Houleye Ba            | MTN           | 2.43,52 |           |
| –       | 6    | Rababe Arafi          | MAR           | nvt     | DNF       |

#### Serie 3
| Positie | Baan | Naam                | Nationaliteit | Uitslag | Opmerking |
| ------- | ---- | ------------------- | ------------- | ------- | --------- |
| 1       | 2    | Selina Büchel       | SUI           | 1.59,00 | Q, SB     |
| 2       | 6    | Margaret Wambui     | KEN           | 1.59,66 | Q         |
| 3       | 4    | Nataliya Pryshchepa | UKR           | 1.59,80 | q         |
| 4       | 7    | Gudaf Tsegay        | ETH           | 2.00,13 |           |
| 5       | 5    | Sifan Hassan        | NED           | 2.00,27 | SB        |
| 6       | 3    | Tintu Lukka         | IND           | 2.00,58 | SB        |
| 7       | 8    | Selma Kajan         | AUS           | 2.05,20 |           |
| 8       | 1    | Tsepang Sello       | LES           | 2.10,22 |           |

#### Serie 4
| Positie | Baan | Naam                | Nationaliteit | Uitslag | Opmerking |
| ------- | ---- | ------------------- | ------------- | ------- | --------- |
| 1       | 3    | Melissa Bishop      | CAN           | 1.58,38 | Q         |
| 2       | 4    | Maryna Arzamasava   | BLR           | 1.58,44 | Q, SB     |
| 3       | 5    | Habitam Alemu       | ETH           | 1.58,99 | q, PB     |
| 4       | 7    | Noélie Yarigo       | BEN           | 1.59,12 | q         |
| 5       | 2    | Halimah Nakaayi     | UGA           | 1.59,78 | q         |
| 6       | 8    | Aníta Hinriksdóttir | ISL           | 2.00,14 | SB        |
| 7       | 1    | Christina Hering    | GER           | 2.01,04 |           |
| 8       | 6    | Fatma El Sharnouby  | EGY           | 2.21,24 |           |

#### Serie 5
| Positie | Baan | Naam                | Nationaliteit | Uitslag | Opmerking |
| ------- | ---- | ------------------- | ------------- | ------- | --------- |
| 1       | 3    | Eunice Jepkoech Sum | KEN           | 1.59,83 | Q         |
| 2       | 2    | Nataliia Lupu       | UKR           | 1.59,91 | Q         |
| 3       | 7    | Kate Grace          | USA           | 1.59,96 | q         |
| 4       | 8    | Renée Eykens        | BEL           | 2.00,00 | q         |
| 5       | 1    | Tigist Assefa       | ETH           | 2.00,21 |           |
| 6       | 6    | Winnie Nanyondo     | UGA           | 2.02,77 | SB        |
| 7       | 4    | Amna Bakhit         | SUD           | 2.07,65 |           |
| 8       | 5    | Swe Li Myint Myint  | MYA           | 2.16,98 |           |

#### Serie 6
| Positie | Baan | Naam               | Nationaliteit | Uitslag | Opmerking |
| ------- | ---- | ------------------ | ------------- | ------- | --------- |
| 1       | 3    | Angelika Cichocka  | POL           | 2.00,42 | Q         |
| 2       | 1    | Yusneysi Santiusti | ITA           | 2.00,45 | Q         |
| 3       | 4    | Rose Mary Almanza  | CUB           | 2.00,50 |           |
| 4       | 8    | Malika Akkaoui     | MAR           | 2.00,52 |           |
| 5       | 7    | Hedda Hynne        | NOR           | 2.01,64 | SB        |
| 6       | 2    | Déborah Rodríguez  | URU           | 2.01,86 |           |
| 7       | 5    | Simoya Campbell    | JAM           | 2.02,07 |           |
| 8       | 6    | Charline Mathias   | LUX           | 2.09,30 |           |

#### Serie 7
| Positie | Baan | Naam             | Nationaliteit | Uitslag | Opmerking |
| ------- | ---- | ---------------- | ------------- | ------- | --------- |
| 1       | 1    | Joanna Jóźwik    | POL           | 2.01,58 | Q         |
| 2       | 6    | Winny Chebet     | KEN           | 2.01,65 | Q         |
| 3       | 8    | Esther Guerrero  | ESP           | 2.01,85 |           |
| 4       | 4    | Lisneidy Veitia  | CUB           | 2.02,10 |           |
| 5       | 2    | Rénelle Lamote   | FRA           | 2.02,19 |           |
| 6       | 5    | Eglė Balčiūnaitė | LTU           | 2.02,98 | SB        |
| 7       | 7    | Kenia Sinclair   | JAM           | 2.03,76 |           |
| 8       | 3    | Flávia de Lima   | BRA           | 2.03,78 | SB        |

#### Serie 8
| Positie | Baan | Naam                  | Nationaliteit | Uitslag | Opmerking |
| ------- | ---- | --------------------- | ------------- | ------- | --------- |
| 1       | 4    | Francine Niyonsaba    | BDI           | 1.59,84 | Q         |
| 2       | 5    | Lovisa Lindh          | SWE           | 2.00,04 | Q, PB     |
| 3       | 8    | Natoya Goule          | JAM           | 2.00,49 |           |
| 4       | 3    | Lucia Hrivnák Klocová | SVK           | 2.00,57 | SB        |
| 5       | 7    | Joelija Karol         | BLR           | 2.01,09 | PB        |
| 6       | 2    | Chrishuna Williams    | USA           | 2.01,19 |           |
| 7       | 1    | Fabienne Kohlmann     | GER           | 2.05,36 |           |
| 8       | 6    | Elisabeth Mandaba     | CAF           | 2.11,70 | NR        |

### Halve finales
Kwalificatieregels:
1. De twee snelsten kwalificeerden zich direct voor de finale.
2. Van de overgebleven atleten kwalificeerden de twee snelsten zich ook voor de finale.

#### Halve finale 1
| Positie | Baan | Naam                | Nationaliteit | Uitslag | Opmerking |
| ------- | ---- | ------------------- | ------------- | ------- | --------- |
| 1       | 3    | Margaret Wambui     | KEN           | 1.59,21 | Q         |
| 2       | 6    | Francine Niyonsaba  | BDI           | 1.59,59 | Q         |
| 3       | 7    | Ajeé Wilson         | USA           | 1.59,75 |           |
| 4       | 4    | Nataliya Pryshchepa | UKR           | 1.59,95 |           |
| 5       | 1    | Renée Eykens        | BEL           | 2.00,45 |           |
| 6       | 8    | Halimah Nakaayi     | UGA           | 2.00,63 |           |
| 7       | 2    | Yusneysi Santiusti  | ITA           | 2.00,80 |           |
| 8       | 5    | Angelika Cichocka   | POL           | 2.01,29 |           |

#### Halve finale 2
| Positie | Baan | Naam                  | Nationaliteit | Uitslag | Opmerking |
| ------- | ---- | --------------------- | ------------- | ------- | --------- |
| 1       | 1    | Joanna Jóźwik         | POL           | 1.58,93 | Q, SB     |
| 2       | 4    | Melissa Bishop        | CAN           | 1.59,05 | Q         |
| 3       | 5    | Selina Büchel         | SUI           | 1.59,35 |           |
| 4       | 2    | Lovisa Lindh          | SWE           | 1.59,41 | PB        |
| 5       | 7    | Shelayna Oskan-Clarke | GBR           | 1.59,45 | SB        |
| 6       | 6    | Habitam Alemu         | ETH           | 2.00,07 |           |
| 7       | 3    | Eunice Jepkoech Sum   | KEN           | 2.00,88 |           |
| 8       | 8    | Nataliia Lupu         | UKR           | 2.02,10 |           |

#### Halve finale 3
| Positie | Baan | Naam              | Nationaliteit | Uitslag | Opmerking |
| ------- | ---- | ----------------- | ------------- | ------- | --------- |
| 1       | 5    | Caster Semenya    | RSA           | 1.58,15 | Q         |
| 2       | 4    | Lynsey Sharp      | GBR           | 1.58,65 | Q         |
| 3       | 6    | Kate Grace        | USA           | 1.58,79 | q, PB     |
| 4       | 3    | Maryna Arzamasava | BLR           | 1.58,87 | q         |
| 5       | 8    | Noélie Yarigo     | BEN           | 1.59,78 |           |
| 6       | 7    | Winny Chebet      | KEN           | 2.01,90 |           |
| 7       | 2    | Amela Terzić      | SRB           | 2.03,81 |           |
| 8       | 1    | Wang Chunyu       | CHN           | 2.04,05 |           |

### Finale
| Positie | Baan | Naam               | Nationaliteit | Uitslag | Opmerking |
| ------- | ---- | ------------------ | ------------- | ------- | --------- |
| Goud    | 3    | Caster Semenya     | RSA           | 1.55,28 | NR        |
| Zilver  | 5    | Francine Niyonsaba | BDI           | 1.56,49 |           |
| Brons   | 4    | Margaret Wambui    | KEN           | 1.56,89 | PB        |
| 4       | 6    | Melissa Bishop     | CAN           | 1.57,02 | NR        |
| 5       | 2    | Joanna Jóźwik      | POL           | 1.57,37 | PB        |
| 6       | 7    | Lynsey Sharp       | GBR           | 1.57,69 | PB        |
| 7       | 8    | Marina Arzamasova  | BLR           | 1.59,10 |           |
| 8       | 1    | Kate Grace         | USA           | 1.59,57 |           |